# Ivan Aivazovski
Ivan Konstantínovitx Aivazovski (en armeni: Հովհաննես Այվազովսկի, Hovhannes Aivasovsky, i més pròpiament Aivazian; en rus: Иван Константинович Айвазовский) (Feodòssia, Crimea, 29 de juliol de 1817 – Feodòssia, Crimea, 5 de maig de 1900) fou un pintor rus d'origen armeni, que va representar sobretot paisatges marins. De fet, se'l considera un dels millors creadors d'aquesta especialitat de tots els temps.
Al llarg dels seus 60 anys de carrera va produir més de 6,000 pintures.

## Algunes obres destacables

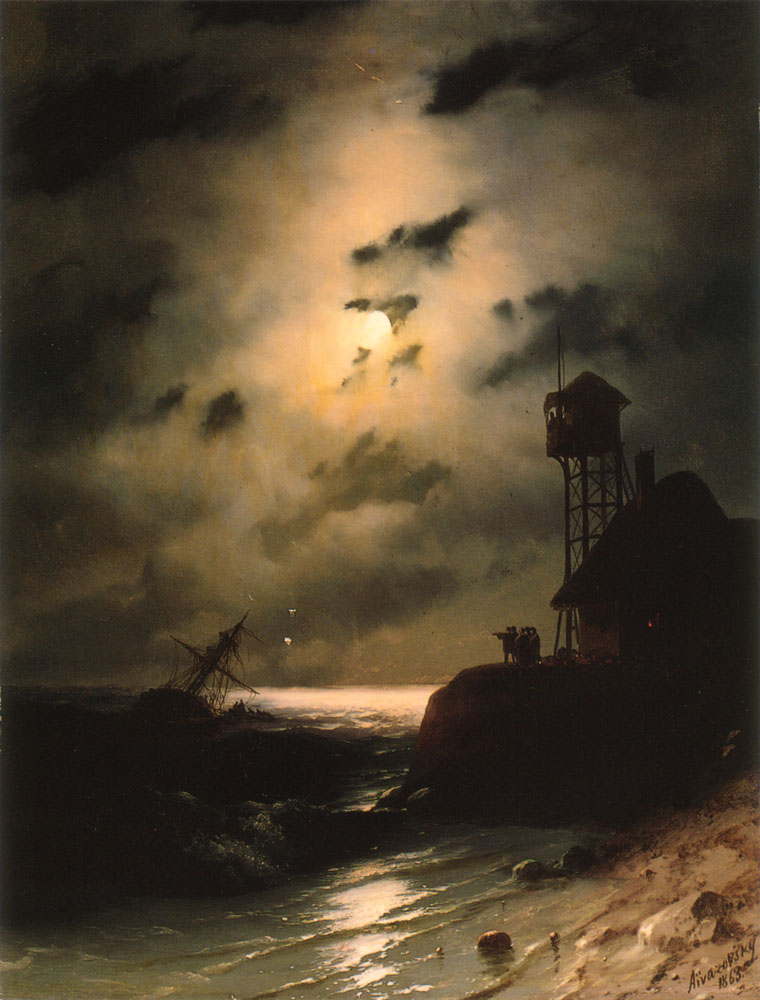
Paisatge amb la lluna i un naufragi
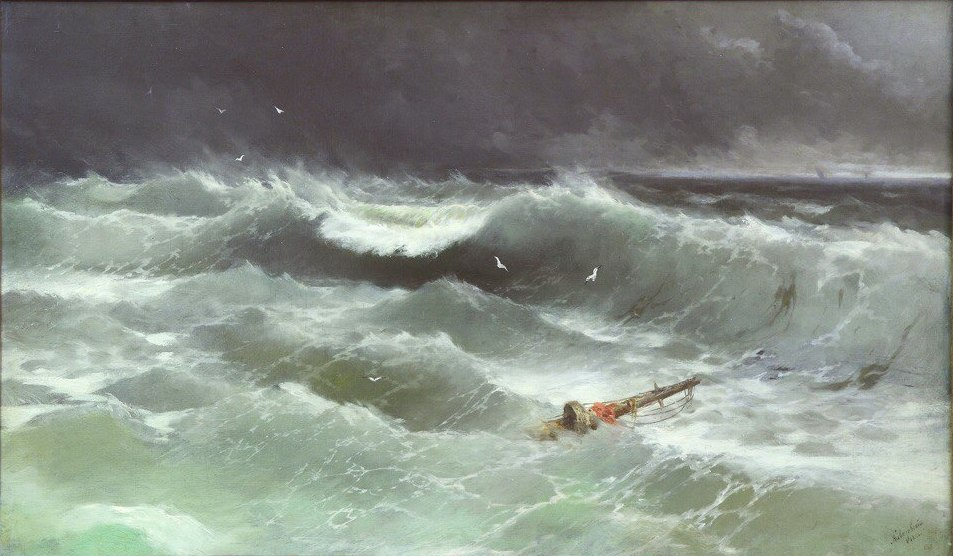
Tempesta
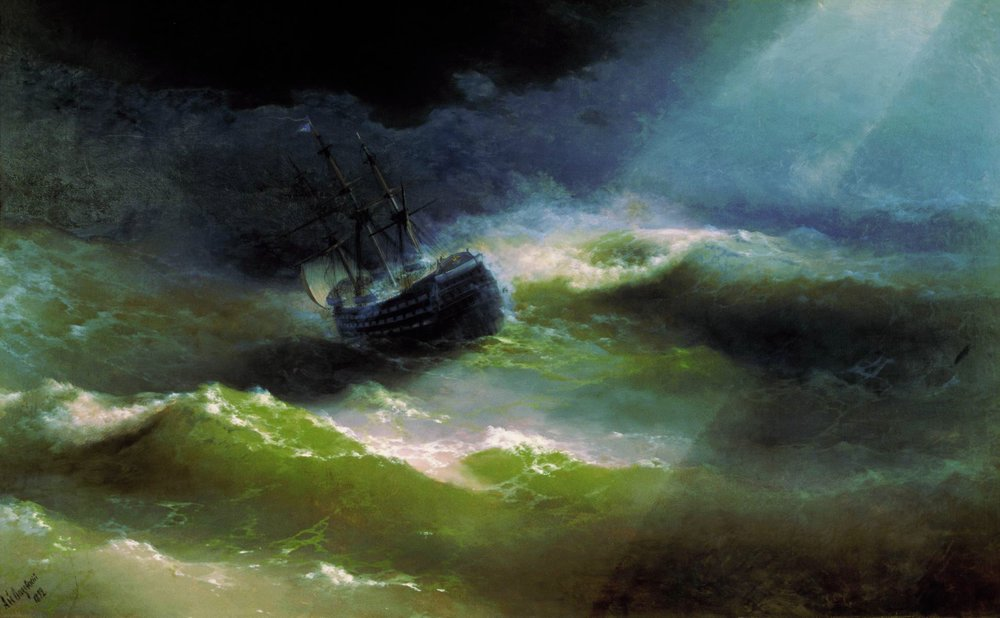
L'"Emperadriu Maria" atrapat en una tempesta
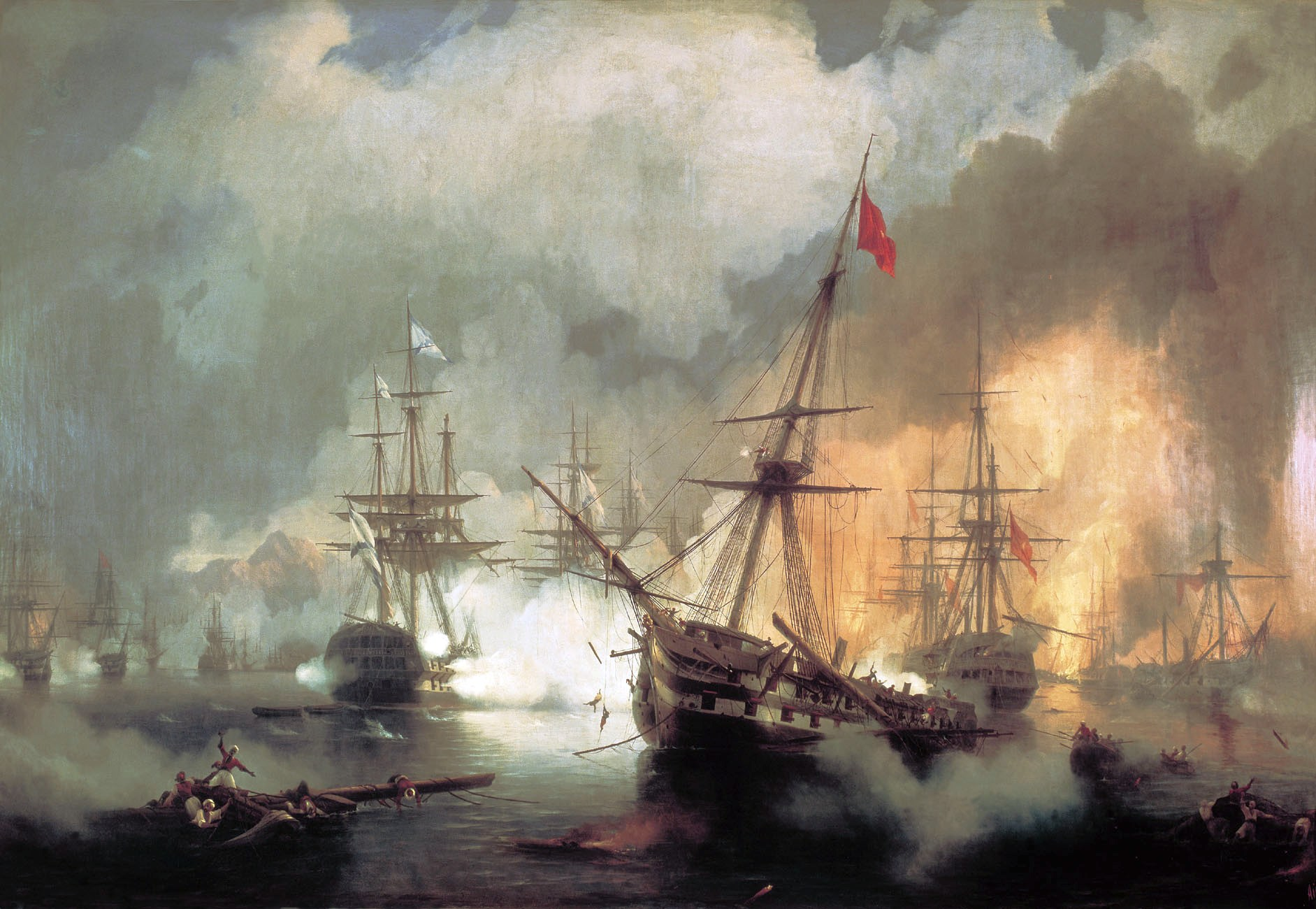
Batalla de Navarino
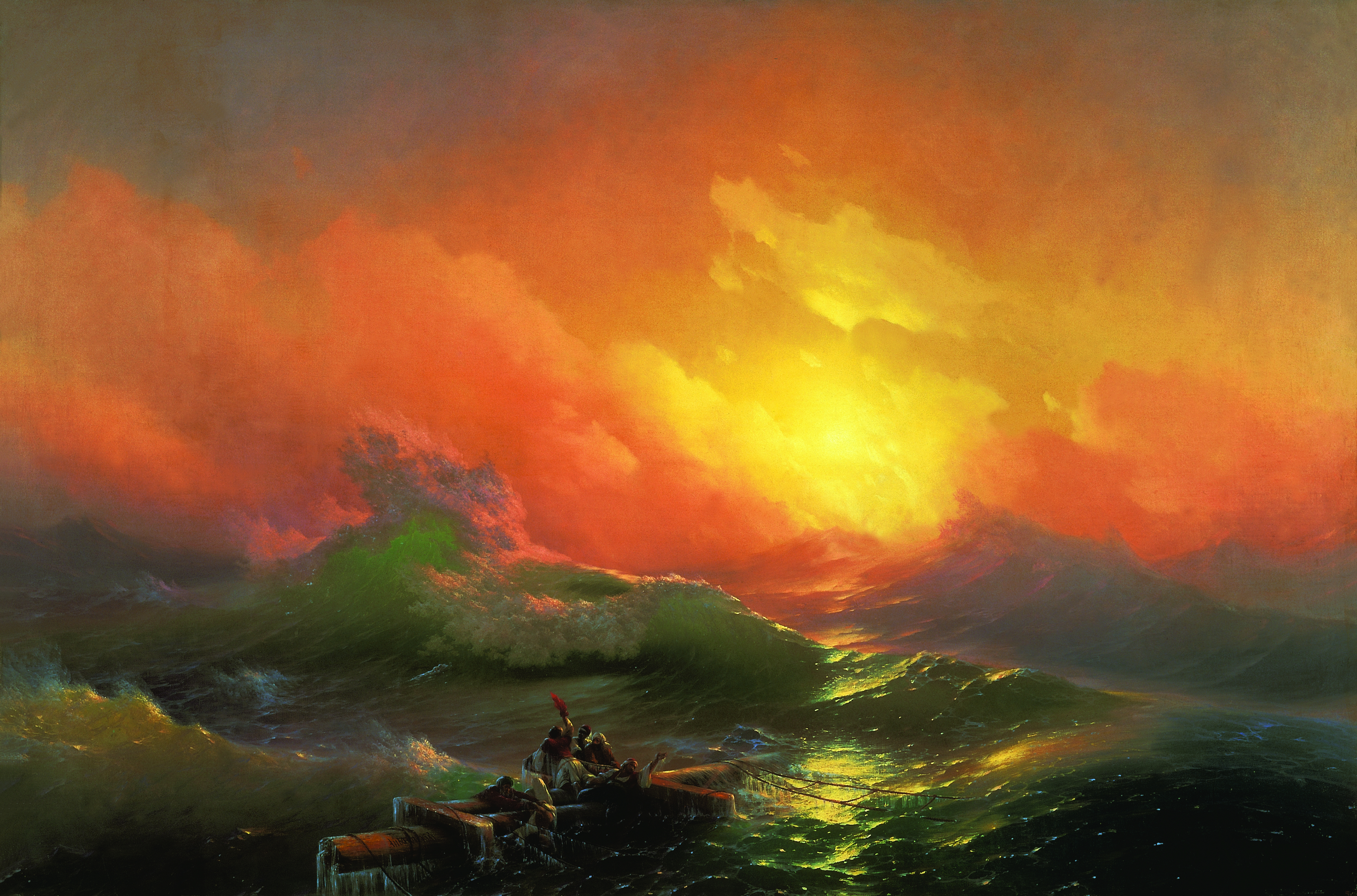
La novena onada
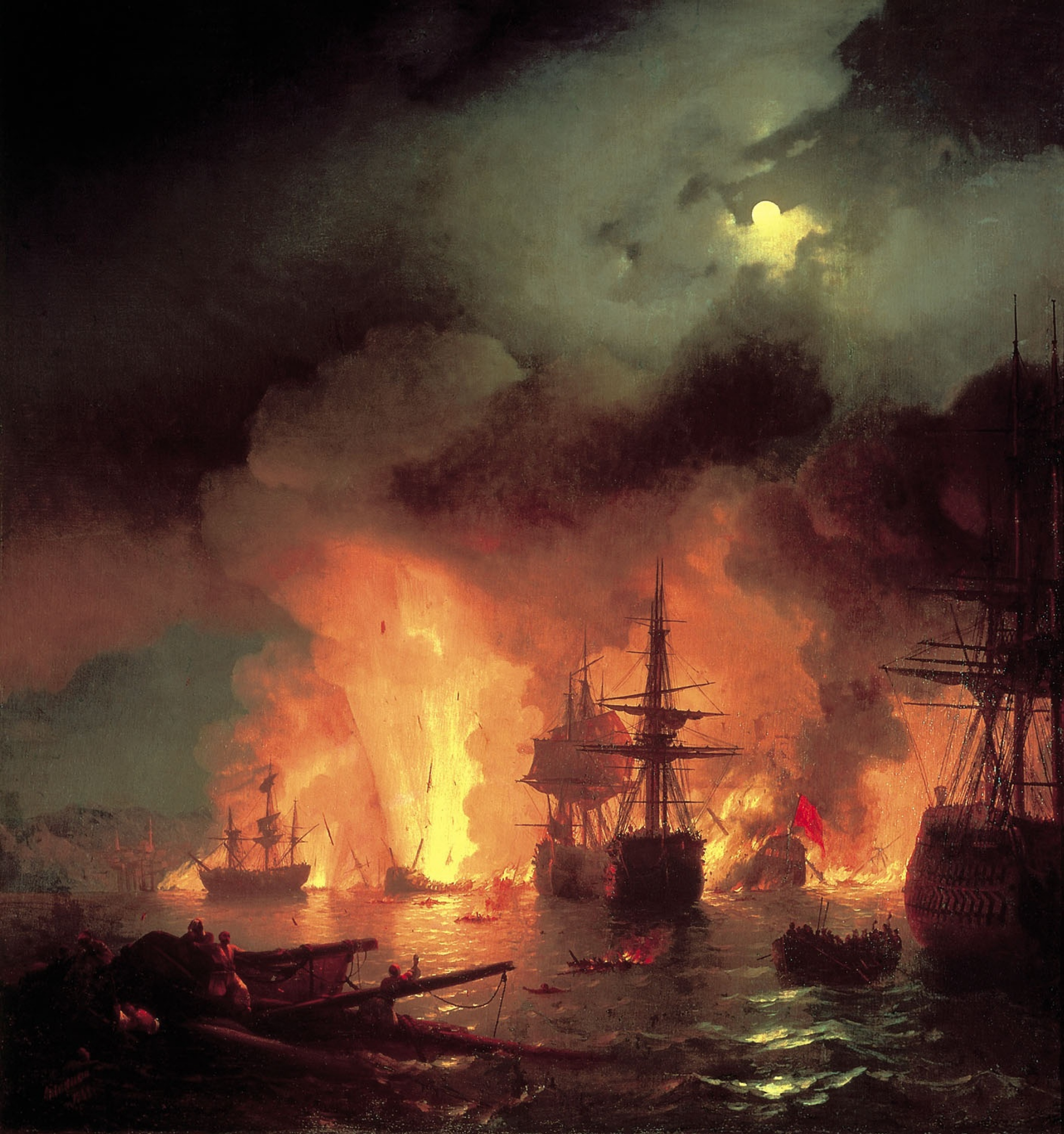
Batalla de Çeşme
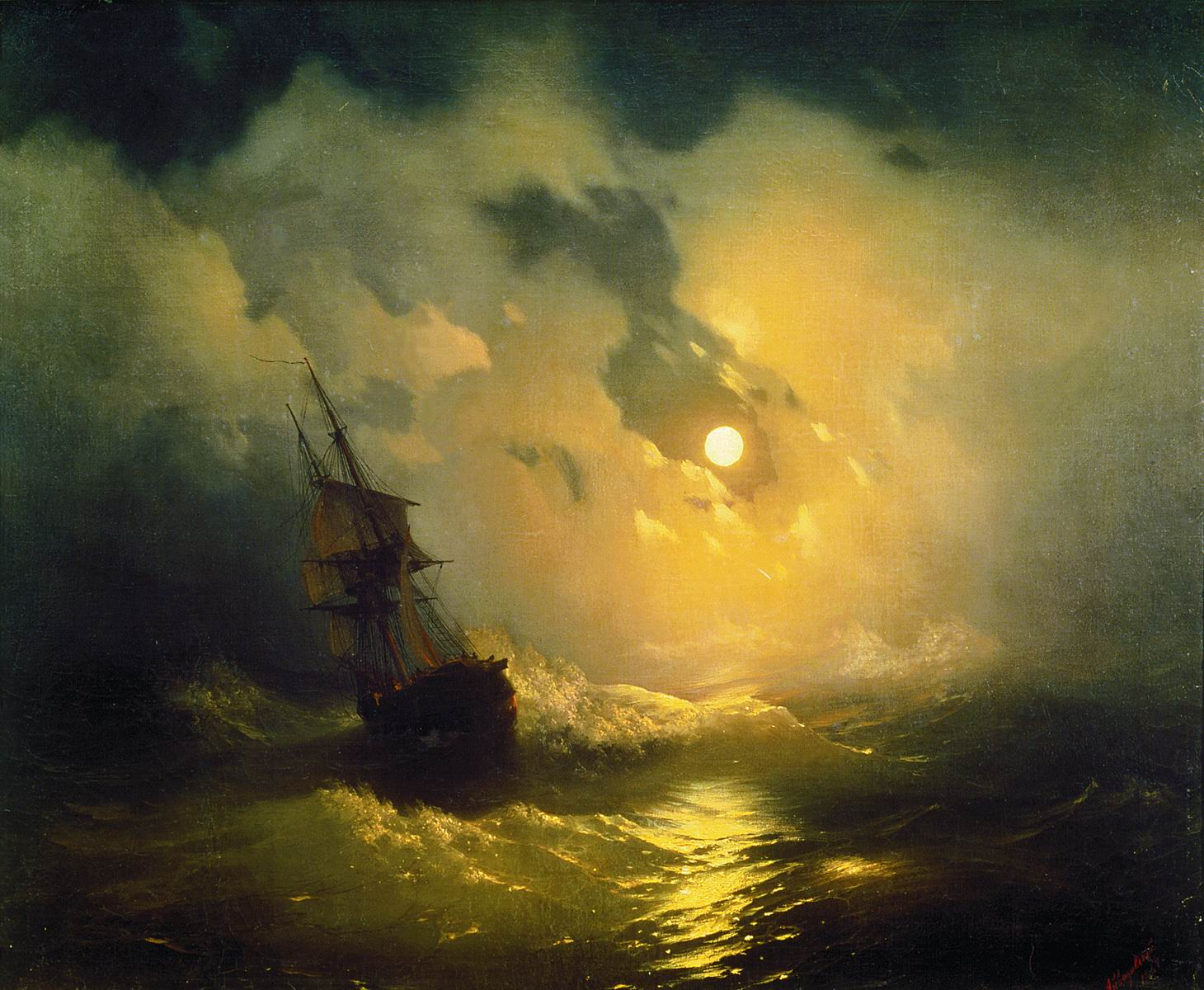
Tempesta nocturna al mar
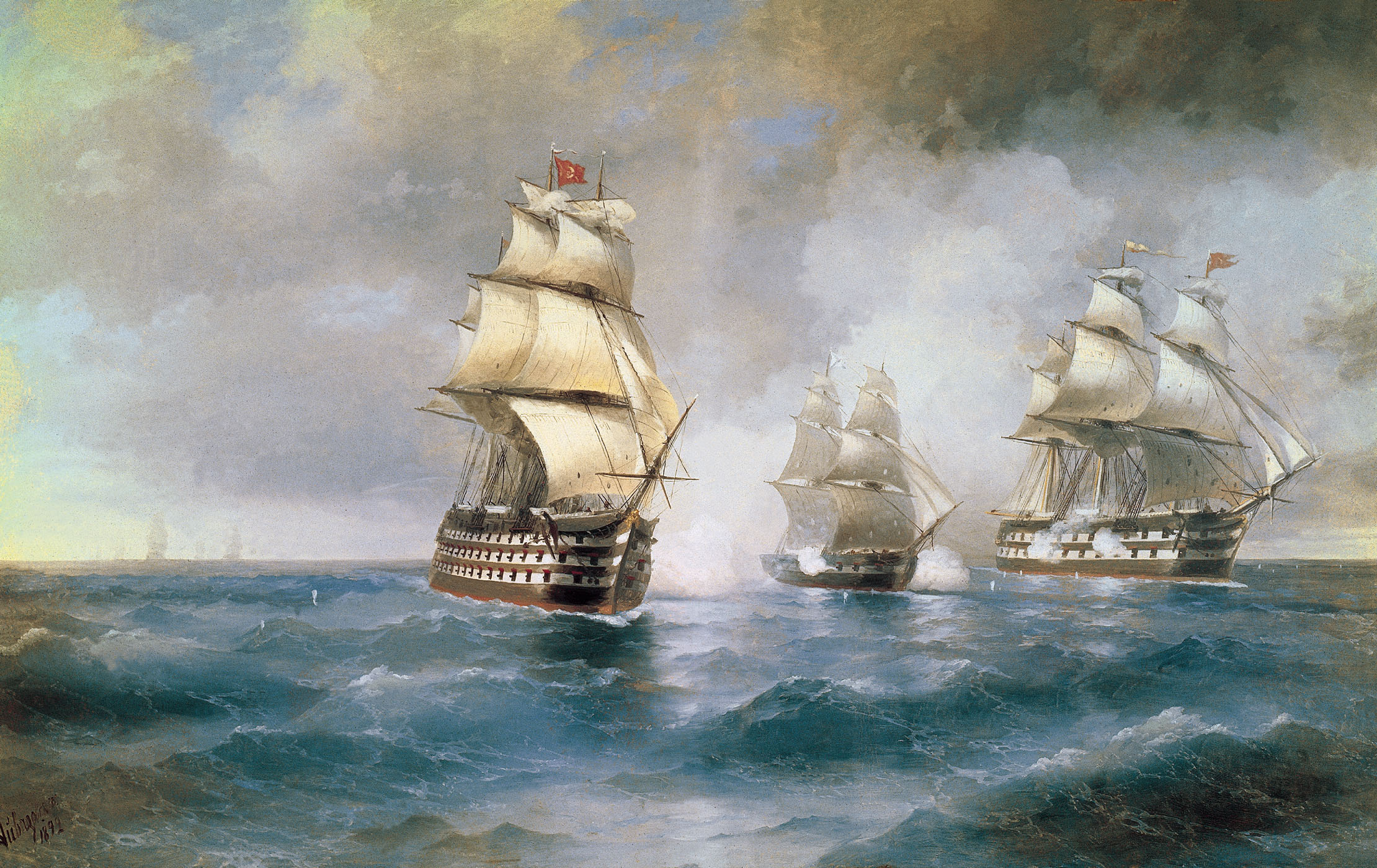
El bergantí "Mercuri" atacat per dos vaixells turcs